# Mesocricetus
Genre
Mesocricetus est un genre de rongeurs de la famille des Cricétidés. Ce genre comprend quatre espèces.

## Liste des espèces
Selon ITIS (22 décembre 2016) et Mammal Species of the World (version 3, 2005)  (22 décembre 2016) :
- Mesocricetus auratus (Waterhouse, 1839) - Hamster doré, Hamster syrien ou Hamster de Syrie
- Mesocricetus brandti (Nehring, 1898) - Hamster de Turquie
- Mesocricetus newtoni (Nehring, 1898) - Hamster de Roumanie
- Mesocricetus raddei (Nehring, 1894) - Hamster du Daghestan